# Пен, Одон де
Одон де Пен (фр. Odon de Pins), точнее Од де Пен (фр. Eudes des Pins; год и место рождения неизвестны — 17 марта 1296, Лимасол) — 22/23-й Великий магистр ордена госпитальеров (1294—1296), военачальник.

## Передача имени
Приемлемыми могут считаться варианты передачи Од де Пен и Одон де Пен. Вариант транслитерации «Эдес де Пинс» являет собой химеру, аналогичную «Ренаульт» вместо «Рено». «Пэн» точнее передаёт французское произношение, но выбивается из предлагаемых правил французско-русской практической транскрипции.

## Биография
Семья, в которой родился Од де Пен, обитала на юге современной Франции и её родословное древо имело несколько веток, раскинувшихся в Провансе и Каталонии. На родовом гербе изображена сосна (фр. pin) с шишками, на магистерском щите Ода де Пена — три шишки; поэтому французская фамилия с несколькими вариантами орфографии фр. des Pins, de Pins, de Pyns, de Piis, de Pys аналогична русской для обозначения рода Сосновых. Из этой семьи также происходил великий магистр госпитальеров Роже де Пен (1355—1365), хотя вполне вероятно, что из другой ветви. Выглядит вполне правдоподобной связь Ода де Пена с Лангедоком, с юго-западной частью современной Франции. С. Паули отметил, что Одон де Пен (или де Пини) родился в Провансе, но знатная его семья происходила из Каталонии.
Госпитальеры пробыли на Кипре недолго. Первым избранным там великим магистром стал Одон де Пен от «языка» Прованса (фр. de la Langue de Provence; «языком» иоанниты именовали национальную провинцию ордена). С. Паули, несмотря на указания предшественников, полагал, что Жан де Вилье был ещё жив в конце сентября 1297 года, поэтому датировал избрание Одона де Пена магистром иоаннитов 1298 годом. По сведениям Делявиль ле Руля, 30 сентября 1294 года Од де Пен уже председательствовал на Генеральном капитуле госпитальеров, что могло иметь место только при условии исполнения им функций великого магистра. Поэтому этот исследователь предположил, что его избрание состоялось в конце 1293 года или в первом полугодии 1294 года — до 30 сентября. Новый глава ордена занял высокий пост в весьма преклонном возрасте, он был известен как строгий блюститель уставной дисциплины. Согласно Верто, после избрания выяснилось, что одного уважения братии мало — стояния в молитве на коленях были необходимы, но недостаточны для должного руководства орденом, да ещё при малом внимании к военной подготовке. Монахи громко шептались о его безразличии к вооружению. Видимо, госпитальеры ошиблись в выборе апатичной и неподходящей кандидатуры, поскольку, несомненно, ей не хватало энергичности и понимания задач. По другой версии, магистр продолжил деятельность предшественника по укреплению дисциплины, но взялся за это столь рьяно, что братья-рыцари решили его сместить. Папа Бонифаций VIII решил лично разобраться в небывалой и невиданной доселе ситуации и в том, насколько она противоречит интересам ордена. Одон де Пен более привык подчиняться, чем командовать, поэтому отправился из Лимасола в Рим, но по пути в Ватикан заболел и умер в монастыре Барлетты (?) в 1296 году. По другим данным, умер в Лимасоле 17 марта 1296 года. Надгробие и эпитафию описал Ф. Заллес.